# Dub u Červeného Hrádku
Dub u Červeného Hrádku je památný strom dub letní (Quercus robur) v Červeném Hrádku, části města Jirkov v okrese Chomutov v Ústeckém kraji.
Roste v Mostecké pánvi v nadmořské výšce 350 m nedaleko místního koupaliště, při pravém břehu potoka Lužec.

## Základní údaje
Obvod kmene měří 587 cm, koruna stromu dosahuje do výšky 22 metrů (měření 2009). V roce 2009 bylo stáří stromu odhadováno na 300 let.
Dub je chráněn od roku 1976 jako strom významný stářím a vzrůstem.

## Stromy v okolí
- Dub u Nivského potoka
- Jasan u cesty
- Skupina dubů v ulici U dubu